# Campionati mondiali di lotta 2024
I campionati mondiali di lotta 2024 si sono svolti presso il Parku Olimpik “Feti Borova” di Tirana, in Albania, dal 28 al 31 ottobre 2024. Sono stati la 19ª edizione a comprendere contestulmente i tornei di lotta greco-romana e lotta libera femminile e maschile.
I lottatori che avevano partecipato ai Giochi Olimpici di Parigi 2024 non erano ammessi alla competizione.

## Partecipanti
1. Albania (9) (Paese ospitante)
2. Algeria (1)
3. Armenia (8)
4. Azerbaigian (10)
5. Bahrein (1)
6. Brasile (3)
7. Bulgaria (7)
8. Canada (8)
9. Cina (12)
10. Costa Rica (1)
11. Croazia (2)
12. Rep. Ceca (1)
13. Ecuador (1)
14. Spagna (1)
15. Finlandia (2)
16. Francia (7)
17. Georgia (8)
18. Germania (7)
19. Ungheria (8)
20. Atleti Individuali Neutrali (22)[3]
21. India (12)
22. Iran (8)
23. Israele (2)
24. Italia (4)
25. Giamaica (1)
26. Giappone (12)
27. Kazakistan (12)
28. Kirghizistan (7)
29. Kosovo (1)
30. Arabia Saudita (3)
31. Lettonia (4)
32. Lituania (1)
33. Moldavia (11)
34. Messico (3)
35. Mongolia (8)
36. Macedonia del Nord (5)
37. Norvegia (1)
38. Polonia (9)
39. Porto Rico (2)
40. Romania (7)
41. Serbia (2)
42. Svizzera (4)
43. Svezia (3)
44. Slovacchia (2)
45. Tagikistan (2)
46. Turchia (12)
47. Ucraina (12)
48. Stati Uniti (12)
49. Uzbekistan (3)

## Programma
UTC+2:00
GR = Lotta greco romana
FS = lotta libera
WW = Lotta femminile
| Data       | Ora         | Evento                                                           |
| ---------- | ----------- | ---------------------------------------------------------------- |
| 28 ottobre | 10:30–14:30 | Qualificazioni: GR 55-63-72-82 kg                                |
| 28 ottobre | 17:00–17.45 | Semifinali: GR 55-63-72-82 kg                                    |
| 29 ottobre | 10:30–14:30 | Qualificazioni: WW 55-59-65-72 kg; Ripescaggi: GR 55-63-72-82 kg |
| 29 ottobre | 17:00–17:45 | Semifinali: WW 55-59-65-72 kg                                    |
| 29 ottobre | 18:00–21:00 | Finali: GR 55-63-72-82 kg                                        |
| 30 ottobre | 10:30–15:00 | Qualificazioni: FS 61-70-79-92 kg; Ripescaggi: WW 55-59-65-72 kg |
| 30 ottobre | 17:00–17:45 | Semifinali: FS 61-70-79-92 kg                                    |
| 30 ottobre | 18:00–21:00 | Finali: WW 55-59-65-72 kg                                        |
| 31 ottobre | 16:30–17:30 | Ripescaggi: FS 61-70-79-92 kg                                    |
| 31 ottobre | 18:00–20:30 | Finali: FS 61-70-79-92 kg                                        |

## Classifica squadre
| Class | Lotta libera maschile | Lotta libera maschile | Lotta greco-romana | Lotta greco-romana | Lotta libera femminile | Lotta libera femminile |
| Class | Squadra               | Punti                 | Squadra            | Punti              | Squadra                | Punti                  |
| ----- | --------------------- | --------------------- | ------------------ | ------------------ | ---------------------- | ---------------------- |
| 1     | Georgia               | 55                    | Azerbaigian        | 85                 | Giappone               | 90                     |
| 2     | Giappone              | 55                    | Iran               | 51                 | Cina                   | 53                     |
| 3     | Iran                  | 41                    | Armenia            | 35                 | Stati Uniti            | 40                     |
| 4     | Stati Uniti           | 34                    | Georgia            | 34                 | Mongolia               | 34                     |
| 5     | Kazakistan            | 31                    | Kazakistan         | 28                 | Romania                | 30                     |
| 6     | Mongolia              | 31                    | Francia            | 20                 | India                  | 29                     |
| 7     | Slovacchia            | 30                    | Ungheria           | 20                 | Kazakistan             | 20                     |
| 8     | Turchia               | 20                    | Cina               | 20                 | Ucraina                | 20                     |
| 9     | Azerbaigian           | 18                    | Turchia            | 17                 | Rep. Ceca              | 15                     |
| 10    | Tagikistan            | 15                    | Romania            | 15                 | Germania               | 15                     |

## Podi

### Uomini

#### Lotta greco-romana
| Evento           | Oro                        | Argento                         | Bronzo                                     |
| 55 kg (dettagli) | Eldəniz Əzizli Azerbaigian | Pouya Dadmarz Iran              | Denis Mihai Romania                        |
| 55 kg (dettagli) | Eldəniz Əzizli Azerbaigian | Pouya Dadmarz Iran              | Ėmin Seferšaev Atleti Individuali Neutrali |
| 63 kg (dettagli) | Nihat Məmmədli Azerbaigian | Yerzhet Zharlykassyn Kazakistan | Karen Aslanian Armenia                     |
| 63 kg (dettagli) | Nihat Məmmədli Azerbaigian | Yerzhet Zharlykassyn Kazakistan | Sadyk Lalaev Atleti Individuali Neutrali   |
| 72 kg (dettagli) | Ulvu Ganizade Azerbaigian  | Ibrahim Ghanem Francia          | Ali Arsalan Serbia                         |
| 72 kg (dettagli) | Ulvu Ganizade Azerbaigian  | Ibrahim Ghanem Francia          | Otar Abuladze Georgia                      |
| 82 kg (dettagli) | Mohammadali Geraei Iran    | Erik Szilvássy Ungheria         | Ahmet Yilmaz Turchia                       |
| 82 kg (dettagli) | Mohammadali Geraei Iran    | Erik Szilvássy Ungheria         | Gela Bolkvadze Georgia                     |

#### Lotta libera
| Evento           | Oro                                              | Argento                                      | Bronzo                                      |
| 61 kg (dettagli) | Masanosuke Ono Giappone                          | Ahmet Duman Turchia                          | Tseveensürengiin Tsogbadrakh Mongolia       |
| 61 kg (dettagli) | Masanosuke Ono Giappone                          | Ahmet Duman Turchia                          | Vito Arujau Stati Uniti                     |
| 70 kg (dettagli) | Nurkozha Kaipanov Kazakistan                     | Yoshinosuke Aoyagi Giappone                  | Inalbek Sheriev Atleti Individuali Neutrali |
| 70 kg (dettagli) | Nurkozha Kaipanov Kazakistan                     | Yoshinosuke Aoyagi Giappone                  | Abdulmazhid Kudiev Tagikistan               |
| 79 kg (dettagli) | Avtandil Kentchadze Georgia                      | Magomed Magomaev Atleti Individuali Neutrali | Mohammad Nokhodi Iran                       |
| 79 kg (dettagli) | Avtandil Kentchadze Georgia                      | Magomed Magomaev Atleti Individuali Neutrali | Achsarbek Gulajev Slovacchia                |
| 92 kg (dettagli) | Abdulrashid Sadulaev Atleti Individuali Neutrali | Mirian Maisuradze Georgia                    | David Taylor Stati Uniti                    |
| 92 kg (dettagli) | Abdulrashid Sadulaev Atleti Individuali Neutrali | Mirian Maisuradze Georgia                    | Batyrbek Cakulov Slovacchia                 |

### Donne

#### Lotta libera
| Evento           | Oro                   | Argento                          | Bronzo                                      |
| 55 kg (dettagli) | Moe Kiyooka Giappone  | Zhang Jin Cina                   | Tatiana Debien Francia                      |
| 55 kg (dettagli) | Moe Kiyooka Giappone  | Zhang Jin Cina                   | Iryna Kuračkina Atleti Individuali Neutrali |
| 59 kg (dettagli) | Risako Kinjo Giappone | Sükheegiin Tserenchimed Mongolia | Mansi Ahlawat India                         |
| 59 kg (dettagli) | Risako Kinjo Giappone | Sükheegiin Tserenchimed Mongolia | Elena Brugger Germania                      |
| 65 kg (dettagli) | Long Jia Cina         | Kateryna Zelenykh Romania        | Macey Kilty Stati Uniti                     |
| 65 kg (dettagli) | Long Jia Cina         | Kateryna Zelenykh Romania        | Miwa Morikawa Giappone                      |
| 72 kg (dettagli) | Ami Ishii Giappone    | Jamıla Bakbergenova Kazakistan   | Adéla Hanzlíčková Rep. Ceca                 |
| 72 kg (dettagli) | Ami Ishii Giappone    | Jamıla Bakbergenova Kazakistan   | Kylie Welker Stati Uniti                    |

## Medagliere
| Pos.   | Paese                       | Oro | Argento | Bronzo | Totale |
| ------ | --------------------------- | --- | ------- | ------ | ------ |
| 1      | Giappone                    | 4   | 1       | 1      | 6      |
| 2      | Azerbaigian                 | 3   | 0       | 0      | 3      |
| 3      | Kazakistan                  | 1   | 2       | 0      | 3      |
| -      | Atleti Individuali Neutrali | 1   | 1       | 4      | 6      |
| 4      | Georgia                     | 1   | 1       | 2      | 4      |
| 5      | Iran                        | 1   | 1       | 1      | 3      |
| 6      | Cina                        | 1   | 1       | 0      | 2      |
| 7      | Francia                     | 0   | 1       | 1      | 2      |
| 7      | Mongolia                    | 0   | 1       | 1      | 2      |
| 7      | Romania                     | 0   | 1       | 1      | 2      |
| 7      | Turchia                     | 0   | 1       | 1      | 2      |
| 11     | Ungheria                    | 0   | 1       | 0      | 1      |
| 12     | Stati Uniti                 | 0   | 0       | 4      | 4      |
| 13     | Slovacchia                  | 0   | 0       | 2      | 2      |
| 14     | Armenia                     | 0   | 0       | 1      | 1      |
| 14     | Rep. Ceca                   | 0   | 0       | 1      | 1      |
| 14     | Germania                    | 0   | 0       | 1      | 1      |
| 14     | India                       | 0   | 0       | 1      | 1      |
| 14     | Serbia                      | 0   | 0       | 1      | 1      |
| 14     | Tagikistan                  | 0   | 0       | 1      | 1      |
| Totale | Totale                      | 12  | 12      | 24     | 48     |